# District de Dhamtari
Le district de Dhamtari  (hindi : धमतरी जिला) est un district de l'état du Chhattisgarh, en Inde,

## Géographie
Au recensement de 2011, sa population compte 703 569 habitants.
Son chef-lieu est la ville de Dhamtari. 